# Luana Borgia
Luana Borgia (Seveso, Lombardía; 28 de septiembre de 1967) es una actriz pornográfica retirada, modelo y cantante italiana.

## Biografía
Nacida como Luana Perdon, de joven, dado su físico y belleza, participó en certámenes como modelo, llegando al concurso de Miss Italia de 1988, el cual ganó. Tras una estancia en el mundo de la moda, decidió marcharse a Roma, donde empezó a trabajar de bailarina erótica en discotecas y teatros de la ciudad.
Aunque intentó labrarse un futuro en películas tradicionales, el interés en ella de las productoras de cine pornográfico italianas era notable, con numerosas ofertas sobre la mesa. Luana aceptó meterse en ella en 1991 usando el nombre artístico de Luana Borgia, cambiando su apellido por la sutileza y el filón que desprende una de las familias más destacadas del renacimiento italiano por sus conspiraciones.
Luana acabó perfilándose como el referente femenino del porno italiano (junto a Rocco Siffredi como masculino), llegando a ser apodada como la "Duchessa dell'hard" (Duquesa de lo duro). Su aparición en el porno suplía la retirada del cine de Cicciolina, y la muerte de Moana Pozzi, mientras que su entrega en cada interpretación acabaría por ser reconocida con el premio Hot D'Or a la Mejor actriz porno europea de 1994.
En esa época, empezó a probar también una faceta de cantante, como otros muchos actores del momento. Luana Borgia llegó a participar en el paródico Festival di Sanscemo (parodia del Festival de San Remo) en 1995 con la canción Un giorno da pornostar.
También por esos años empezó una relación de amistad con el fraile capuchino Fedele Bisceglia, a quien conoció en Lecco en 1994 durante una manifestación contra los actos de violencia en los estadios. Ambos empezaron a aparecer juntos en diversos actos públicos, lo que empezó a levantar rumores sobre la vida privada de la pornstar. En 1995, Luana consiguió convencer a la orden de Bisceglia de que participaran en una Erotica Tour con el fin de recaudar fondos para comprar una ambulancia, medicamentos y alimentos para una misión humanitaria en Ruanda. El objetivo se cumplió con la compra de un verdadero quirófano móvil, pero Luana Borgia fue acusada de realizar actos obscenos en lugares públicos, con el objetivo de buscar más fondos, por un tribunal de Belluno.
A comienzos del año 2000 sorprendió a propios y extraños anunciando su retirada, aunque lo cierto es que no fue una retirada oficial. Volvió a rodar películas más tarde. Se la volvió a ver trabajando en los chats de canales eróticos o como invitada especial en algunas discotecas. En esa misma época empezó a compaginar su papel de cantante, publicando un CD en 2003 titulado Save Your Love y como showgirl en un programa de Rai 1 con Paolo Limiti.
En 2009 volvería a tener una época de retorno al porno gracias al director Mario Salieri, con el que rodó cuatro películas antes de su retirada definitiva de la industria en 2010: Wellness Perversion, Sadismo Estremo, Dominazione Totale y Padrona del Gioco.